# Щецинек

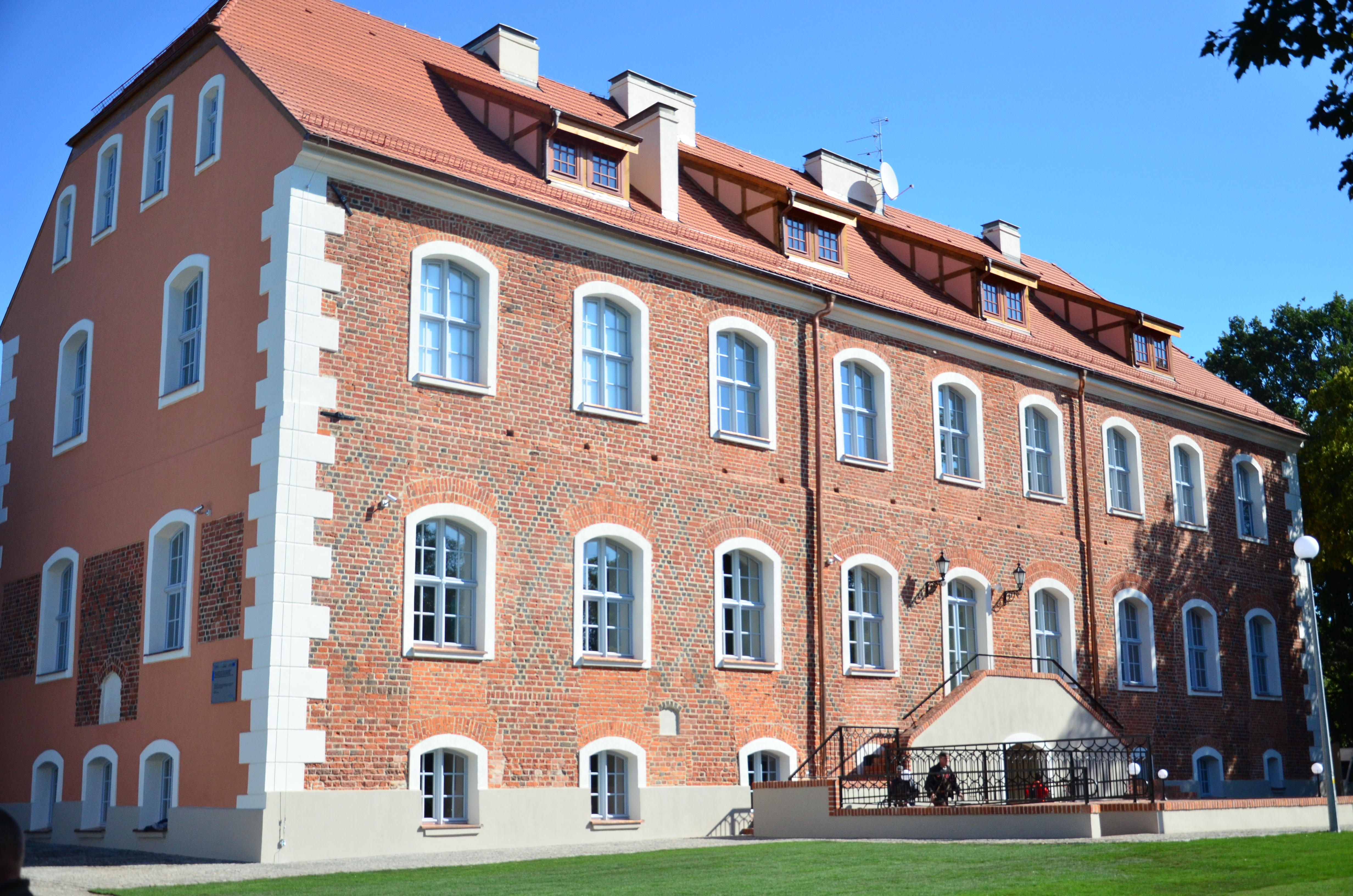
Замок Померанских Герцогов

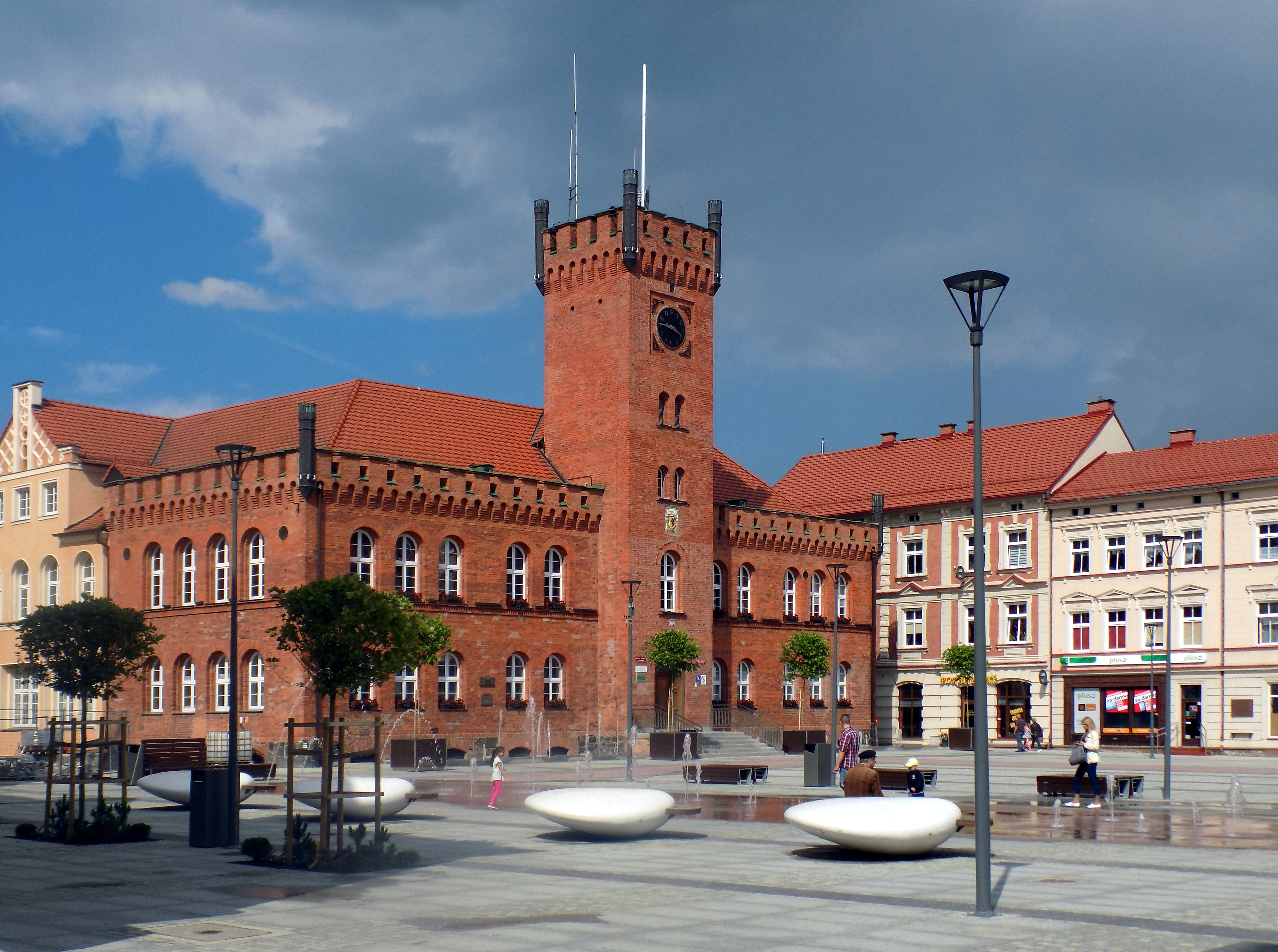
Ратуша на рынке

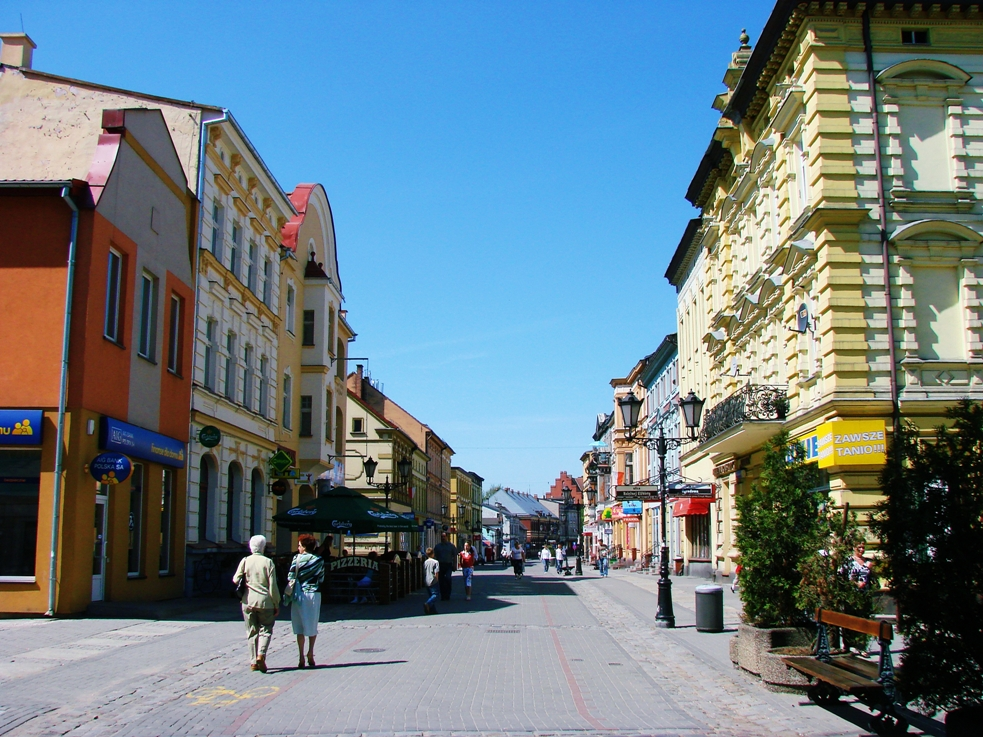
Bohaterów Warszawy — променад, посвященный героям войны Варшавы

Щецинек (пол. Szczecinekо файле), Нойштеттин (нем. Neustettin) — город в Польше, входит в Западно-Поморское воеводство, Щецинецкий повят. Имеет статус городской гмины. Занимает площадь 37,50 км². Население — 40 632 человек (на 2013 год).

## Известные уроженцы и жители
- Адамский, Веслав (р. 1947) — польский скульптор.
- Беренд, Густав (1847—1925) — немецкий медик, дерматолог, венеролог и педагог.
- Паисий (Мартынюк) — епископ Польской православной церкви.

## Города-побратимы
- Нуайель-су-Ланс (Франция), с 1983 г.